# فرنوش بهزاد
فرنوش بهزاد (۱۴ اردیبهشت ۱۳۳۰) رهبر ارکستر، آهنگساز و از موسیقیدانان معاصر ایران است. طی سالهای گذشته وی ارکسترهای فراوانی را رهبری نموده‌است که طی آن اجرای آثار آهنگسازان برجسته موسیقی کلاسیک جهان را به اجرا درآورده است. وی اکنون ساکن شهر لندن است و در کنار آهنگسازی و رهبری ارکستر به تدریس موسیقی نیز می‌پردازد.

## زندگی
فرنوش بهزاد در روز ۱۴ اردیبهشت ۱۳۳۰ در تهران چشم به جهان گشود. فراگیری موسیقی را از ۶ سالگی با فراگیری ویولن و سپس پیانو آغاز نمود. پس از اتمام دوران تحصیلات متوسطه و تجربه نوازندگی به همراه گروه‌های موسیقایی در ایران، جهت تکمیل تجربیات خود به کشور انگلستان مهاجرت نمود. دوره کارشناسی موسیقی را در رشته آهنگسازی و رهبری ارکستر را در دانشگاه گلد اسمیت لندن (به انگلیسی: Goldsmiths, University of London) به اتمام رسانید و در ادامه تحصیلات آکادمیک خود را به گرایش «مطالعه موسیقی بومی ملل» (به انگلیسی: Ethnomusicology) در مقطع کارشناسی ارشد به اتمام رساند.
از مهم‌ترین دستاوردهای علمی وی می‌توان به کسب تجربه و دانش در کلاس‌های آهنگسازی با «استنلی گلسر» (به انگلیسی: Stenely Glasser) و رهبری ارکستر با «جرج هرست» (به انگلیسی: George Hurst) اشاره نمود.

## آثار
از جمله کارهای آهنگسازی وی می‌توان از ساخت مجموعه پنج قصه از شاهنامه با همکاری بهمن فرسی اشاره نمود که برای ساخت قطعات آن از صداها و آواها الهام گرفته و در سازبندی آن از سازهای بدوی و محلی در کنار اشیا و ابزار دیگری که ساز نیستند اما قابلیت تولید صدا دارند، در کنار سایر سازهای اروپایی استفاده کرده‌است.
ساخت و اجرای قطعاتی مبنی بر اشعار سعدی و نیما یوشیج از دیگر دستاوردهای موسیقایی وی طی سالهای فعالیت هنری وی می‌باشد.

## موسیقی فیلم
فرنوش بهزاد، در زمینه موسیقی فیلم نیز فعالیت داشته‌است. در سال ۱۹۹۱ آهنگسازی فیلم ۲۱ به کارگردانی دن بوید (به انگلیسی: ِDon Boyd) و با بازی پتسی کنزیت (به انگلیسی: Patsy Kensit) را به عهده داشت و در ادامه برای فیلم‌های Gone are the days of Summer و «زندگی محمد پیامبر» به سفارش شبکه چهار تلویزیون انگلستان اشاره نمود.

## اجرای صحنه ای
فرنوش بهزاد، رهبر ارکستر اجراهای صحنه ای بسیار زیادی در سالن‌های معروف شهر لندن، آلبرت هال (به انگلیسی: Albert Hall)، (به انگلیسی: The South Bank Centre)، سنت جان و بسیاری دیگر از ابتدای سالهای دهه ۶۰ خورشیدی بوده‌است.
وی علاوه بر رهبری ارکستر و آهنگسازی در نواختن سازهای گوناگون نیز مهارت دارد. او که رهبری ارکسترهای فیلارمونیک نو لندن، Eurasia و ارکستر کلاسیک اثنو (به انگلیسی: Ethno Classical Orchestra) را در کارنامه خود دارد، در کارهایش همیشه به دنبال ایجاد پیوند و گفتگو میان شرق و غرب می‌باشد.

## روزشمار زندگی هنری
۲۰۰۴: ارکستر فیلارمونیک نو، تالار سنت جان شهر لندن
۲۰۰۴: جادوی شرق (به انگلیسی: Magic of the East)، تالار سنت جان شهر لندن
۲۰۰۵: پژواک شرق، گزیده‌ای از آثار موسیقی آهنگسازان ایران و جهان، تالار سنت جان شهر لندن
۲۰۱۱: ارکستر بزرگ گروه Eurasia در شهر لندن